# Château de Dromoland
Château de Dromoland est un château, situé près de Newmarket-on-Fergus dans le comté de Clare, en Irlande. Il est exploité comme un hôtel de luxe cinq étoiles avec un parcours de golf, avec son restaurant, le « Earl of Thomond », récompensé d'une étoile Michelin en 1995, sous la direction du chef Jean Baptiste Molinari.

## Histoire du château

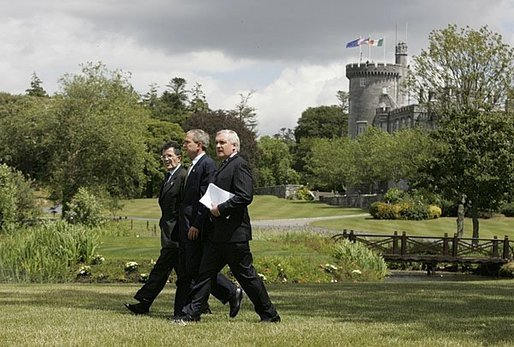
George W. Bush, Bertie Ahern et Romano Prodi lors de leur conférence de presse conjointe au château en 2004.

Le château de Dromoland est la demeure ancestrale des O'Briens, barons d'Inchiquin, qui sont l'une des rares familles gaéliques indigènes de sang royal et descendants directs de Brian Boroimhe (Boru), haut roi d'Irlande au XIe siècle. Pour des raisons de santé et de finances, Donough O'Brien (de la Famille O'Brien), seizième baron d'Inchiquin, décide au début des années 1960 de vendre le château de Dromoland, ainsi qu'une parcelle de 400 acres de terrain et les droits de chasse et de pêche à un homme d'affaires américain, Bernard McDonough. Celui-ci, originaire de Virginie-Occidentale, a des grands-parents qui vivaient non loin de Newmarket-on-Fergus, le village le plus proche du domaine. Après avoir acheté le domaine en 1962, McDonough transforme le château en hôtel de luxe en 1963,.
Le président des États-Unis, George W. Bush a passé la nuit du vendredi 26 juin 2004 au château de Dromoland pour assister au sommet UE-États-Unis qui s'y tenait.